# GeForce 7
La serie GeForce 7 è la settima generazione di schede grafiche NVIDIA GeForce.
Questa gamma di processori grafici si distingue in particolar modo per i consumi relativamente ridotti rispetto alle prestazioni che sono in grado di offrire, grazie anche all'uso di un processo produttivo a 90 nanometri per i più recenti chip G71. Questo ha permesso anche la realizzazione di sistemi Quad-SLI, soluzione che offre prestazioni grafiche estreme, purché vi sia il supporto da parte dei driver.
Questa è stata l'ultima serie disponibile su piattaforma AGP.

## GeForce serie 7100
La serie 7100 fu introdotta il 30 agosto 2006 ed era basata sull'architettura della serie GeForce 6200. Questa serie supporta unicamente l'interfaccia PCI Express. Ne esiste un solo modello, denominato 7100 GS.
Caratteristiche avanzate
La serie 7100 supporta:
- Intellisample 4.0 (ma senza GCAA)
- Scalable Link Interface (SLI)
- TurboCache
- PureVideo

Tuttavia, non supporta tecnologie come high dynamic range rendering (HDR) and UltraShadow II. Si noti che alcune delle caratteristiche menzionate sopra sono disponibili solo installando i driver ForceWare 91.47 o successivi.

### GeForce 7100 GS
Anche se la scheda 7300LE fu originariamente concepita per la fascia di mercato più bassa, il modello GeForce 7100GS prese il suo posto.
Si tratta di un aggiornamento limitato della GeForce 6200TC con interfaccia PCI-Express, pensato per l'utilizzo da parte degli OEM se la scheda madre non dispone di una scheda video integrata. Presenta con il bus PCI Express e 512 MB di ram video DDR2.
Specifiche di prestazioni
- Interfaccia: PCI Express
- Interfaccia verso la memoria: 64 bit
- Banda verso la memoria: 5.3 GB/s
- Fill Rate: 1.4 miliardi pixel/s
- Vertici/s: 263 milioni
- Tipo di memoria: DDR2 con TC

## GeForce serie 7200
Questa serie fu presentata l'8 maggio 2007 ed è basata sull'architettura G72. È pensata per permettere un aggiornamento a basso costo di schede video integrate. Disponibile esclusivamente per i possessori di schede madri con slot PCI-Express. Anche in questa serie è presente un solo modello, denominato 7200 GS.
Caratteristiche avanzate
La serie 7200 supporta:
| Intellisample 4.0            |
| TurboCache                   |
| High dynamic range rendering |
| UltraShadow II               |
| motore CineFX 4.0            |
| Nvidia PureVideo             |

Tuttavia, è importante notare che non vi è supporto per la tecnologia Scalable Link Interface (SLI).

### GeForce 7200 GS
La scheda 7200 GS usa la stessa velocità di memoria del modello 7300 GS, con la frequenza del core identica a quella della 7300 LE. Arriva con due pixel pipeline. Secondo Nvidia, le prestazioni sono superiori del 50% alle ultime schede integrate; tuttavia, costituisce il modello più lento della serie 7 e 6, ma supporta HDR e Nvidia PureVideo.
Specifiche di prestazioni
- Interfaccia: PCI Express
- Interfaccia verso la memoria: 64 bit
- Banda verso la memoria: 6.4 GB/s
- Fill Rate: 900 milioni pixel/s
- Vertici/s: 225 milioni
- Tipo di memoria: DDR2 con TCC

## GeForce serie 7300

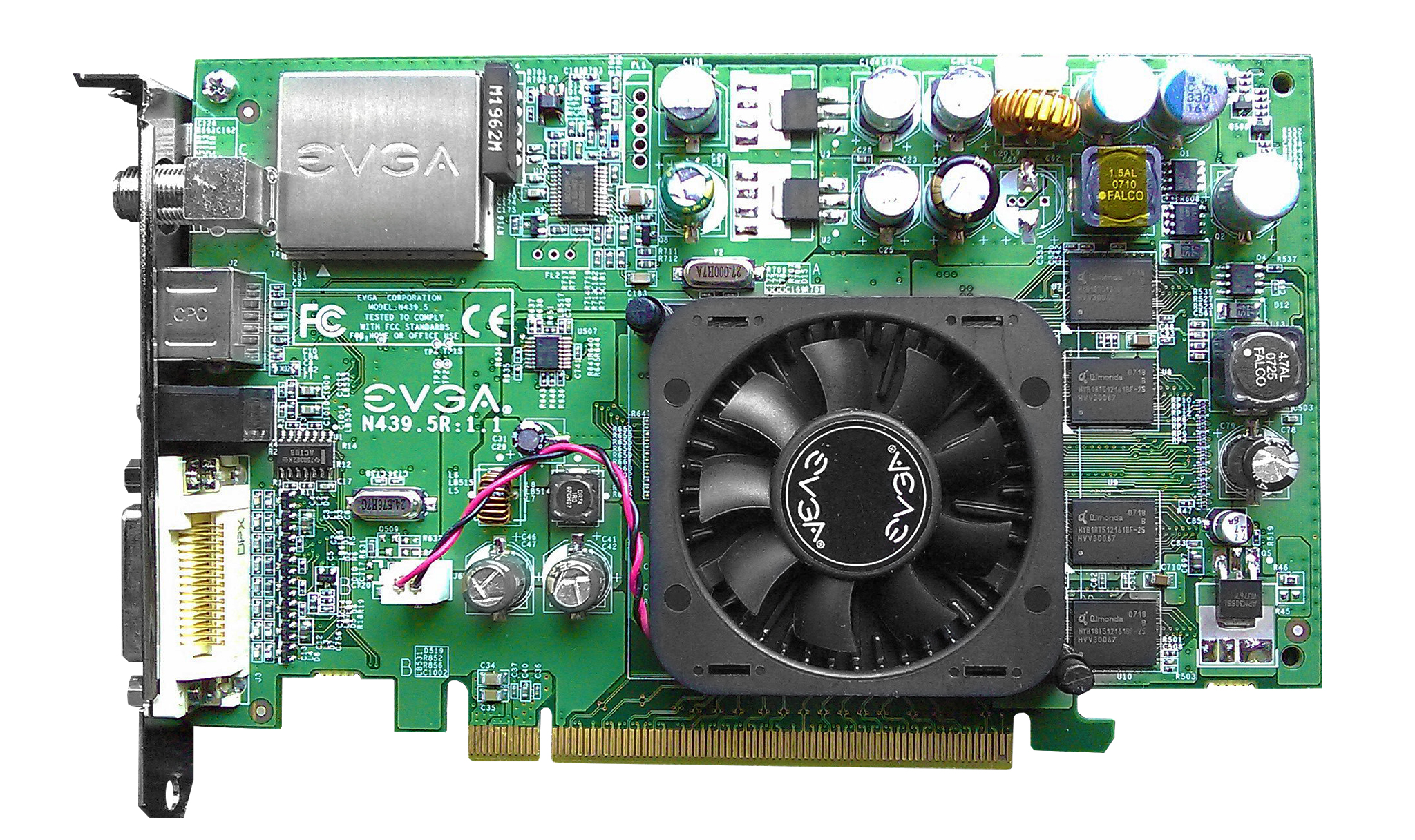
EVGA GeForce 7300 GS Personal Cinema

Nvidia ha progettato la serie 7300 come scheda video di base per il gioco. Esistono quattro modelli: 7300 GT, 7300 GS, 7300 LE, 7300 SE.
La serie fu distribuita per soppiantare le schede della famiglia 6200.
Caratteristiche avanzate
La serie 7300 supporta:
| Intellisample 4.0             |
| Scalable Link Interface (SLI) |
| TurboCache                    |
| High dynamic range rendering  |
| UltraShadow II                |
| motore CineFX 4.0             |
| Nvidia PureVideo              |

### GeForce 7300 SE
Usa le stesse frequenze di memoria e core grafico del modello 7300 LE, e ha due vertex e pixel shaders. È inferiore sotto molti aspetti alla 7100 GS, nonostante il nome e il supporto alla tecnologia HDR.
Specifiche di prestazioni
- Interfaccia: PCI Express
- Interfaccia verso le memoria: 64 bit
- Banda verso la memoria: 5.2 GB/s
- Fill Rate: 900 milioni pixel/s
- Vertici/s: 225 milioni
- Tipo di memoria: DDR2
- Processo di fabbricazione: 90 nm

### GeForce 7300 LE
Le schede 7300 LE ("Light Edition") costituiscono una versione ridotta delle 7300 GS. Hanno memoria di tipo DDR2, e un clock leggermente inferiore. Sono disponibili con interfaccia PCI-Express.
Specifiche di prestazioni
- Interfaccia: PCI Express
- Interfaccia verso la memoria: 64 bit
- Banda verso la memoria: 5.2 GB/s
- Fill Rate: 1.8 miliardi pixel/s
- Vertici/s: 338 milioni
- Tipo di memoria: DDR2
- Processo di fabbricazione: 90 nm

### GeForce 7300 GS
La scheda con la frequenza di clock più alta della famiglia 7300; la migliore dei modelli 7300SE/LE.
Specifiche di prestazioni
- Interfaccia: PCI Express
- Interfaccia verso la memoria: 64 bit
- Banda verso la memoria: 6.5 GB/s
- Fill Rate: 2.2 miliardi pixel/s
- Vertici/s: 413 milioni
- Tipo di memoria: DDR2
- Processo di fabbricazione: 90 nm

### GeForce 7300 GT
Ha 350 MHz di frequenza di core e 400 MHz di memoria.
È la scheda con le prestazioni più alte tra la serie 7300, per via dell'interfaccia di memoria a 128 bit. Questa scheda usa un core G73 (invece di G72 come le altre della famiglia 7300), che di solito si trova nelle schede della serie 7600.
Specifiche di prestazioni
- Interfaccia: AGP 8x
- Interfaccia verso la memoria: 128-bit
- Banda verso la memoria: 10.7 GB/s
- Fill Rate: 2.8 miliardi pixel/s
- Vertici/s: 350 milioni
- Tipo di memoria: DDR2

## GeForce 7500 LE
La scheda GeForce 7500 LE è fornita solo agli OEM, e come la 7300 GS è basata sul core G72. Ha 128 o 256 MB di RAM video dedicata, ma supporta comunque la tecnologia Turbocache, potendo così arrivare ad un massimo di 512 MB. La memoria è di tipo DDR2 con interfaccia a 64 bit, clock a 550 MHz di clock per il core e 263 MHz per la memoria (526 MHz effettivo).
Specifiche di prestazioni
- Interfaccia: PCI Express
- Interfaccia verso la memoria: 64 bit
- Banda verso la memoria: 4.2 GB/s
- Fill Rate: 2.2 miliardi pixel/s
- Tipo di memoria: DDR2 con TC

## GeForce serie 7600
Nvidia annunciò l'immediata disponibilità della serie 7600 il 9 marzo 2006. Esistono due modelli di questa serie: GeForce 7600 GT e 7600 GS. Questa serie è disponibile sia per interfaccia AGP che PCI-Express, a coprire molteplici segmenti di mercato.
Questa serie fu pubblicata per soppiantare le schede della famiglia 6600.
Caratteristiche avanzate
La serie 7600 supporta:
| Intellisample 4.0             |
| Scalable Link Interface (SLI) |
| Extreme HD                    |
| High dynamic range rendering  |
| UltraShadow II                |
| motore CineFX 4.0             |
| Nvidia PureVideo              |

### GeForce 7600 GS
Il 22 marzo 2006 Nvidia annunciò l'immediata disponibilità del modello GeForce 7600 GS, una GPU per il segmento di fascia medio-bassa, progettata per sostituire il modello GeForce 6600 GT, disponibile oramai da tempo.
La versione AGP fu introdotta il 21 luglio 2006. Secondo Nvidia, questa scheda è identica alla versione PCI-Express, a parte l'interfaccia. Utilizza il chip bridge di Nvidia, pensato per consentire il funzionamento di chip video progettati per l'interfaccia PCI-Express su AGP.
Specifiche di prestazioni
- Frequenza di clock del core: 400 MHz
- Frequenza di clock della memoria: 400 MHz (800 MHz effettiva)
- Interfaccia verso la memoria: 128 bit
- Banda verso la memoria: 12.8 GB/s
- Fill Rate: 3.2 miliardi pixel/s e 4.8 miliardi texel/s
- Vertici/s: 500 milioni
- SLI support (solo versione PCI-E)
- Raffreddamento: passivo
- Tipo di memoria: GDDR3 o DDR2
- Processo di fabbricazione: 90 nm

Test preliminari hanno mostrato come questo modello superi la GeForce 6600 GT e la controparte di ATI, la Radeon X1600 Pro.

### GeForce 7600 GT
Questo modello si pone come prodotto di fascia medio-alta della serie 7.
Specifiche di prestazioni
- Frequenza di clock del core: 560 MHz
- Frequenza di clock della memoria: 700 MHz (1400 MHz effettiva)
- Interfaccia verso la memoria: 128 bit
- Banda verso la memoria: 22.4 GB/s
- Fill Rate: 4.48 miliardi pixel/s e 6.72 miliardi texel/s
- Vertici/s: 700 milioni
- SLI Support (solo versione PCI-E)
- Potenza dello Shader: 12 pixels per clock
- Tipo di memoria: GDDR3 or DDR2

La 7600 contiene tutte le caratteristiche della famiglia GeForce 7, e venne ideata e posizionata in una fascia di prezzo adatta al mercato di massa. Usando lo stesso PCB e zoccolo GPU del modello 6600, la fabbricazione doveva risultare molto economica, viste le parti rimaste e il wafer più piccolo.
Quando i benchmark mostrarono che la 7600 GT era in grado di surclassare la rivale ATI Radeon X1600 XT, ATI ridusse il prezzo della sua Radeon X850 XT PE (la scheda video più veloce della precedente generazione), e introdusse la Radeon X1800 GTO, che era più costosa della 7600 GT e con prestazioni poco più avanzate, soprattutto per via della memoria a 256 bit, un fill rate di picco più alto e maggiore potenza dello shader.
Tuttavia, la velocità delle memorie della 7600 GT erano basse di fabbrica, e facilmente incrementabili. Un produttore di schede video, Leadtek, introdusse un modello AGP nell'agosto del 2006, uno dei pochi con memorie GDDR3.

## GeForce serie 7650

### GeForce 7650GS
La scheda GeForce 7650GS non fu mai ufficialmente distribuita, e venne limitata ad alcuni produttori OEM. Molto rara, sembra sia simile alla 7600GS. Non si sa molto di questa scheda video, se non che veniva venne fabbricata con un processo a 80 nm.
Specifiche di prestazioni
Queste specifiche sono ricavate dal produttore ASUS. Vi possono essere delle differenza tra schede OEM.
- Frequenza di clock del core: 400 MHz
- Frequenza di clock della memoria: 400 MHz (800 MHz effettiva)
- Interfaccia verso la memoria: 128 bit
- Banda verso la memoria: 12.8 GB/s
- Fill Rate: 3.6 GPixel/s e 5.4 GTexel/s
- Raffreddamento: passivo
- Tipo di memoria: DDR2

Una scheda di MSI viene con le stesse specifiche, tuttavia ha un indice di prestazione pari a 5.4 GTexel/s.
Questo è causato da un bug nelle versioni precedenti di GPU-Z. A partire dalla versione 0.2.0 il calcolo di questo valore per i chip G73 è stato corretto, così che anche le schede di Asus dovrebbero mostrare lo stesso indice.

## Serie GeForce 7800
La serie 7800 fu originariamente pensata per fornire prestazioni eccezionali, e indirizzata al mercato di fascia alta. È stata rimpiazzata dalla famiglia 7900 nei primi mesi del 2006.
Vennero resi disponibili quattro modelli: GeForce 7800 GTX 512, GeForce 7800 GTX, GeForce 7800 GT, and GeForce 7800 GS.

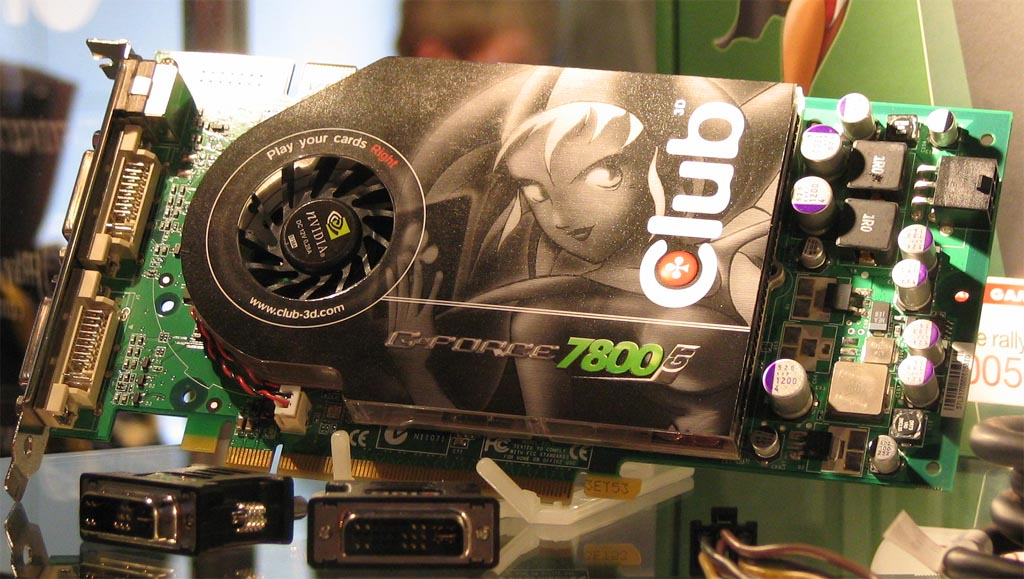
Una GeForce 7800GT Della CLUB

Caratteristiche avanzate
La serie 7800 supporta:
| Intellisample 4.0             |
| Scalable Link Interface (SLI) |
| High dynamic range rendering  |
| UltraShadow II                |
| motore CineFX 4.0             |
| Nvidia PureVideo              |

### GeForce 7800 GT
La GeForce 7800 GT è la seconda GPU di questa serie, lanciata l'11 agosto 2005 con disponibilità immediata sul mercato. Ha 20 pixel pipelines, 7 vertex shaders, 16 ROPs, una velocità di clock del core di 400 MHz e di 500 MHz per la memoria (1 GHz effective), di tipo GDDR3.
Venne introdotta come alternativa a prezzo inferiore del modello 7800 GTX. All'epoca era considerata quella con migliore rapporto prezzo/prestazioni.

### GeForce 7800 GS AGP
Il 2 febbraio 2006 Nvidia annunciò la 7800 GS, la prima (e unica) scheda di fascia alta della famiglia GeForce 7 ad essere compatibile con lo slot AGP.

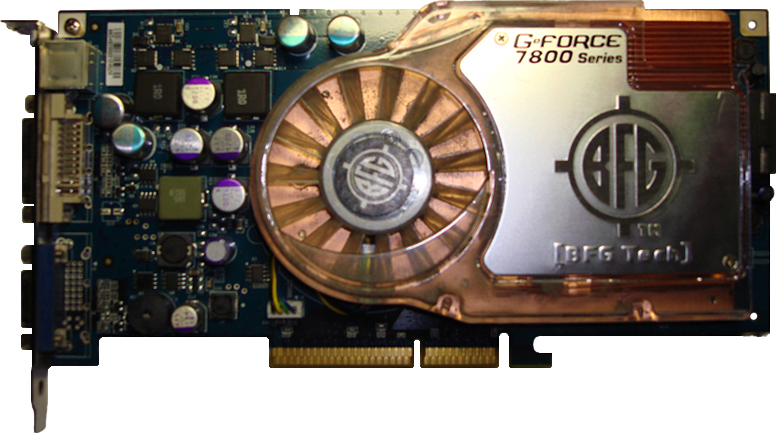
A BFG TECH 7800 GS AGP

Questa scheda video venne presentata da molti appassionati come “l'ultima scheda di fascia alta per slot AGP”. Ha 16 pixel shader invece dei 20 della 7800 GT, ma beneficia delle ottimizzazioni della famiglia GeForce 7. Le velocità di clock sono 375 MHz per la GPU and 1200 MHz per la memoria (GDDR3).
Secondo tutti i benchmark, le prestazioni di questa scheda sono superiori alla GeForce 6800 GT e alla 6800 Ultra. Differenti produttori possono differenziarsi dalle prestazioni elencate. Viene ancora considerata una valida scelta per i possessori di sistemi AGP che non vogliono cambiare scheda madre per passare allo slot PCI-Express. Data la compatibilità con la tecnologia Purevideo (che con i codec appositi -acquistabili sul sito Nvidia- permette una migliore decodifica dei flussi video), è ottima anche per la visione di DVD-Video.
Ci fu un'edizione speciale definita “Golden Sample” distribuita da Gainward e chiamata “7800 GS+”, o “Bliss 7800 GS 512 GS+”, che aveva velocità di clock di 450 MHz core and 1250 MHz memory.
Al contrario delle 7800 GS standard, le 7800 GS+ usavano una GPU 7900 GT, con 24 pixel shader invece dei 16.
Gainward pubblicò anche una versione per slot AGP. Anche Leadtek produsse una scheda simile, ma con 256MB di ram.
Nel tardo 2006 Gainward pubblicò anche una terza versione della 7800 GS, stavolta con 20 pixel shader, e con clock a 500 MHz e memorie a 1400, chiamandola “BLISS GS-GLH”. Anche stavolta era basata sul core della 7900 GS.
Non esistono sistemi di raffreddamento progettati da terze parti per questa scheda, poiché il layout è completamente diverso da qualsiasi GeForce 7, essendo in versione AGP. È l'ultima e più potente scheda prodotta da Nvidia per AGP.

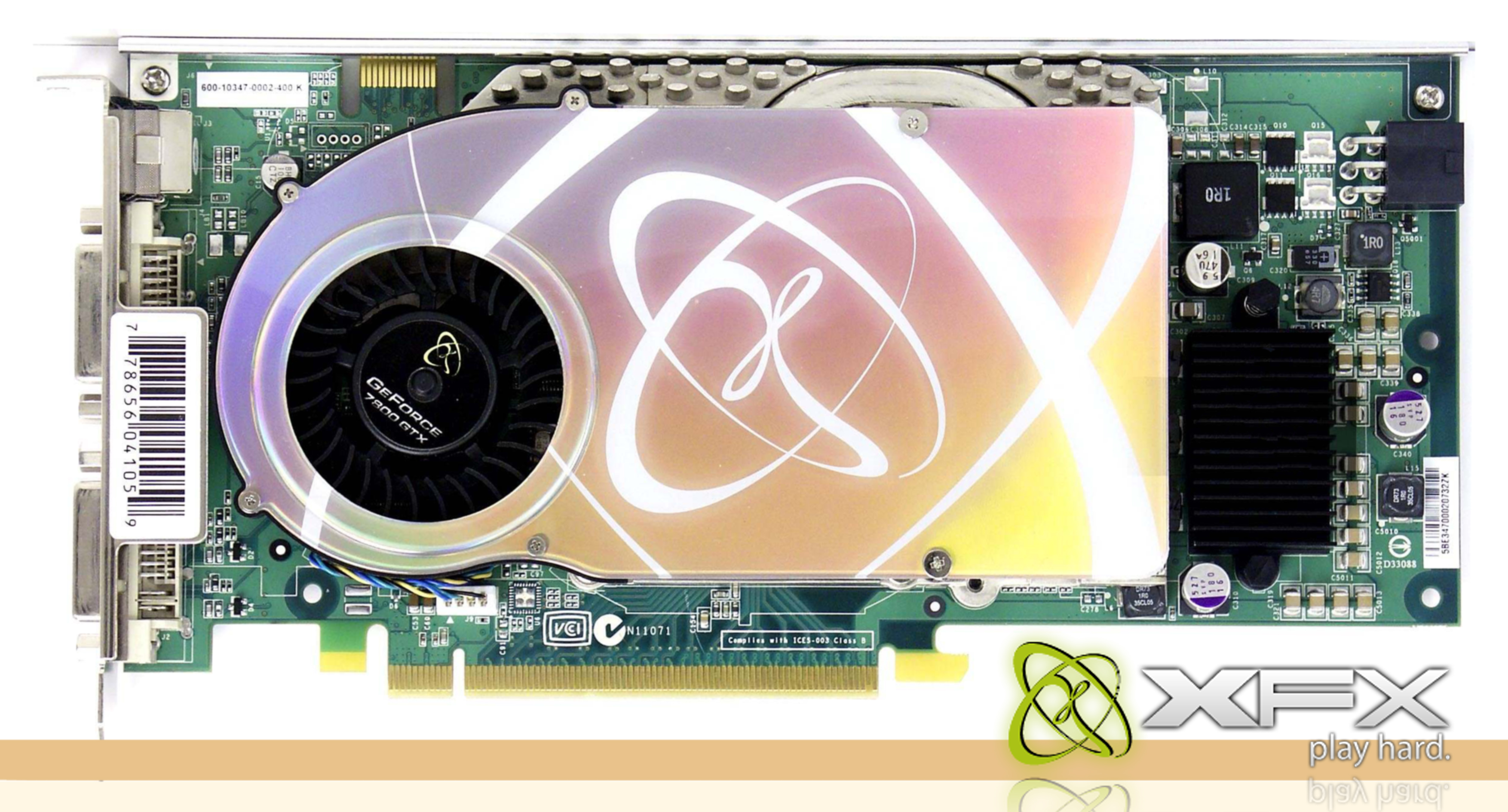
Una 7800GTX Prodotta dalla XFX

### GeForce 7800 GTX
La GeForce 7800 GTX (nome in codice "G70", e in precedenza conosciuta come "NV47") fu il primo modello della serie, lanciato il 22 giugno 2005 con disponibilità immediata. Supportava la specifica più avanzata di DirectX 9 per i vertex e pixel shaders: 3.0. Era PCI-E nativa. Il supporto per SLI era stato mantenuto e migliorato rispetto alla generazione precedente.
Secondo la rivista "PC World", era "uno dei processori più complessi mai progettati". Aveva 302 milioni di transistor (l'Athlon 64 X2 4800+ CPU ne aveva "solo" 233.2 milioni), oltre a 24 pixel e 8 vertex shaders. LA scheda includeva delle nuove caratteristiche standard, come subsurface scattering, HDR lighting, e radiosità, solo per citarne alcune. È stata seguita dalla 7900 GTX il 9 marzo 2006.

### GeForce 7800 GTX 512
La versione della GeForce 7800 GTX con 512 MB di RAM fu pubblicata il 14 novembre 2005. Aveva di più che semplicemente un incremento del frame-buffer da 256 a 512 MB. La velocità di clock del core era aumentata a 550 MHz da 430 MHz (un incremento del 27.9%), e la memoria era GDDR3 da 1.1 ns GDDR3 con clock a 1.7 GHz contro 1.2 GHz (un incremento del 41.7%). Come la X1800 XT di ATI, l'aggiunta di memoria e, in misura inferiore, l'incremento del clock, aumentarono la produzione di calore in maniera significativa. Per combattere il fenomeno, la scheda si presenta da installare in due slot.
Specifiche di prestazioni
- Frequenza di clock del core: 550 MHz
- Interfaccia verso la memoria: 256-bit
- Banda verso la memoria: 54.4 GB/s
- Fill Rate: 8.8 miliardi di pixel/s, 13.2 miliardi di texel/s
- Vertici/s: 1100 milioni
- Potenza dello Shader: 24 pixels per clock
- Tipo di memoria: GDDR3

## Serie GeForce 7900
Nvidia annunciò ufficialmente la disponibilità di questa serie il 9 marzo 2006.
Questa costituisce un aggiornamento e non una nuova generazione di GPU, con il clock a 650 MHz. Ufficialmente doveva essere supportata solo l'interfaccia PCI-Express, ma alcune case hanno distribuito versioni AGP.
Sono stati sviluppati e resi disponibili un totale di cinque modelli: 7900 GX2, 7900 GTX, 7900 GT, 7900 GTO e 7900 GS.
Caratteristiche avanzate
La serie 7900 supporta:
| Intellisample 4.0             |
| Scalable Link Interface (SLI) |
| Extreme HD                    |
| High dynamic range rendering  |
| UltraShadow II                |
| motore CineFX 4.0             |
| Nvidia PureVideo              |

### GeForce 7900 GS

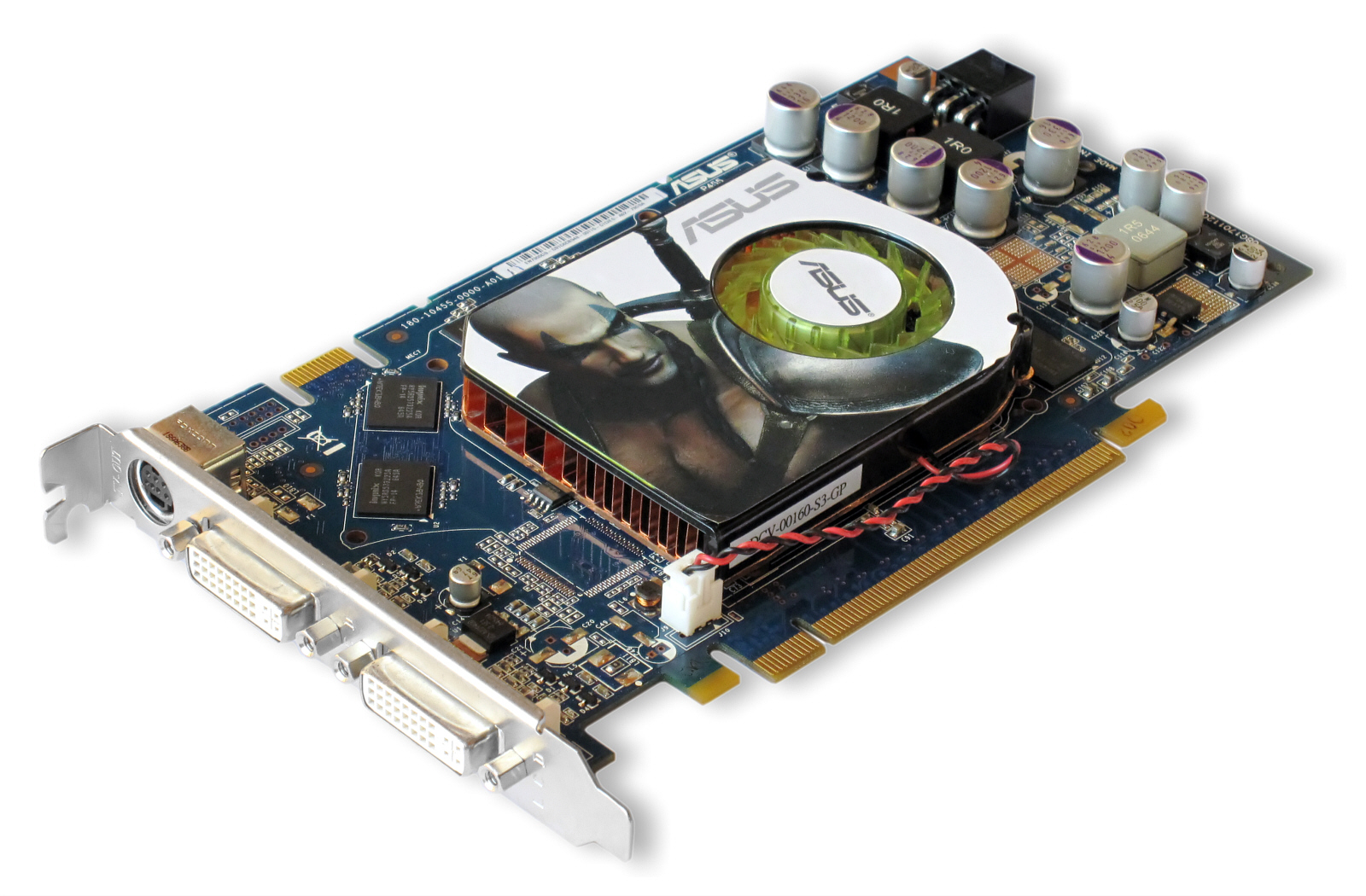
GeForce 7900 GS

Presentata nellautunno del 2006, questo modello era posizionato tra il modello di gamma media GeForce 7600 GT e quello di fascia alta 7800 GT. Il lancio non ufficiale risale al 23 agosto da parte del rivenditore Woot!. Tuttavia, MSI affermò che queste schede le erano state rubate durante un trasporto e quindi vendute a Woot!. A marzo del 2007 Nvidia smise di produrre un certo numero di GeForce 6 e 7, tra cui questa.
La GeForce 7900 GS dispone di 20 pixel processors, 7 vertex processors, bus verso la memoria a 256 bit e velocità di clock a circa 450 MHz/1320 MHz for core/memoria, il che la dovrebbe rendere lievemente meno veloce della 7900 GT. Il chip grafico ha codice G71, per cui rispetto al predecessore G70 dispone di uscita DVI dual-link, consumo ridotto e prestazioni maggiorate.
Specifiche di prestazioni
- Frequenza di clock del core: 450 MHz
- Interfaccia verso la memoria: 256 bit
- Banda verso la memoria: 42.2 GB/s
- Fill Rate: 9 miliardi di pixel/s
- Vertici/s: 822.5 milioni
- Potenza dello Shader: 20 pixels per clock
- supporto per SLI (solo con i modelli PCI-E)
- Tipo di memoria: GDDR3

Il produttore XFX ha sviluppato anche una versione AGP di questa scheda.

### GeForce 7900 GT
Distribuita il 9 marzo 2006, anche questa scheda, come la 7900 GTX, è la versione rivista della GPU G70 (G71), prodotta con un processo a 90 nm. Offre tutte le caratteristiche della serie 7800 con un interessante rapporto prezzo-prestazioni.
Specifiche di prestazioni
- Frequenza di clock del core: 450 MHz
- Interfaccia verso la memoria: 256 bit
- Banda verso la memoria: 42.2 GB/s
- Fill Rate: 10.8 miliardi di pixel/s
- Vertici/s: 940 milioni
- Potenza dello Shader: 24 pixels per clock
- Tipo di memoria: GDDR3

### GeForce 7900 GTX
La GeForce 7900 GTX, ultima versione del Core G70, prodotto a 90 nm e chiamato G71, ha le stesse caratteristiche della cugina 7800 GTX ma è basata su di un più piccolo processo produttivo.
Disponendo di una velocità di clock di 650 MHz, contro i 550 MHz della 512 GTX, questa scheda offre un incremento di prestazioni dell'8 - 15% . Ha un nuovo design da 24 pixel shader, più della 7800 GTX da 512 MB, e offre migliori prestazioni grazie anche a una migliore organizzazione delle pipeline.
A causa della scarsità di moduli di memoria per la 512 MB GTX, Nvidia decise di utilizzare più comuni moduli a 1600 MHz. Questo ha permesso alla scheda di avere prezzi competitivi, rendendo la vita difficile a ATI Technologies. A sua volta, ATI abbassò notevolmente i prezzi delle sue schede. È stata rilasciata sul mercato il 9 marzo del 2006.
Specifiche tecniche
- Velocità di clock del Core: 650 MHz
- Interfaccia verso la memoria: 256-bit
- Larghezza di banda verso la memoria: 51.2 GB/s
- Fill Rate: 15.6 Billion pixel/s
- Vertex/s: 1.4 Billion
- Potenza dello shader: 24 pixels per clock
- Tipo di memoria: GDDR3